# Rathaus Kornwestheim
Der Kornwestheimer Rathausturm wurde im Jahre 1935 in Kornwestheim erbaut. Er dient nicht nur als Rathausturm, sondern auch als Wasserturm und als Uhrenturm. Mit 48 Metern Höhe (61 Meter mit Fahnenmast auf der Spitze) ist er ein über die Stadtgrenze hinaus sichtbares Wahrzeichen der Stadt.

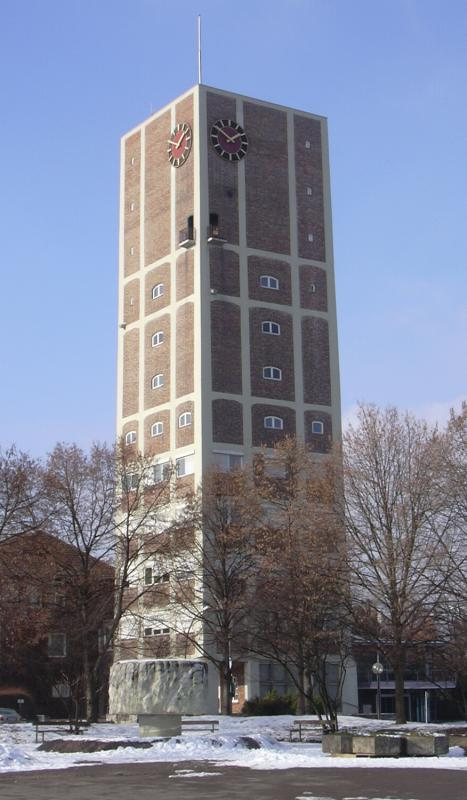
Rathausturm Kornwestheim

## Geschichte

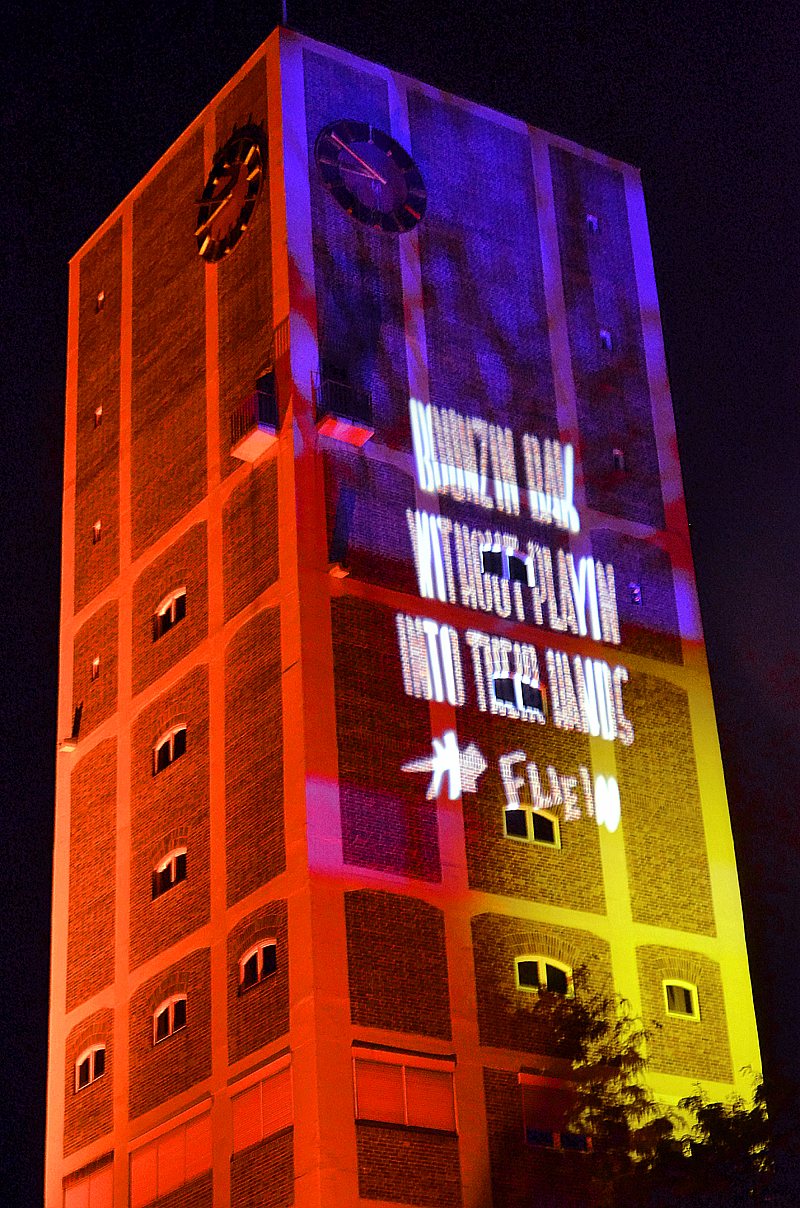
2016 vom Kultur- und Kongresszentrum Das K durch Antonia Christl projizierte Lichtinstallation „Labelboss“;
Auftakt des Lichtkunstfestivals „Aufstiege“ der Kulturregion Stuttgart

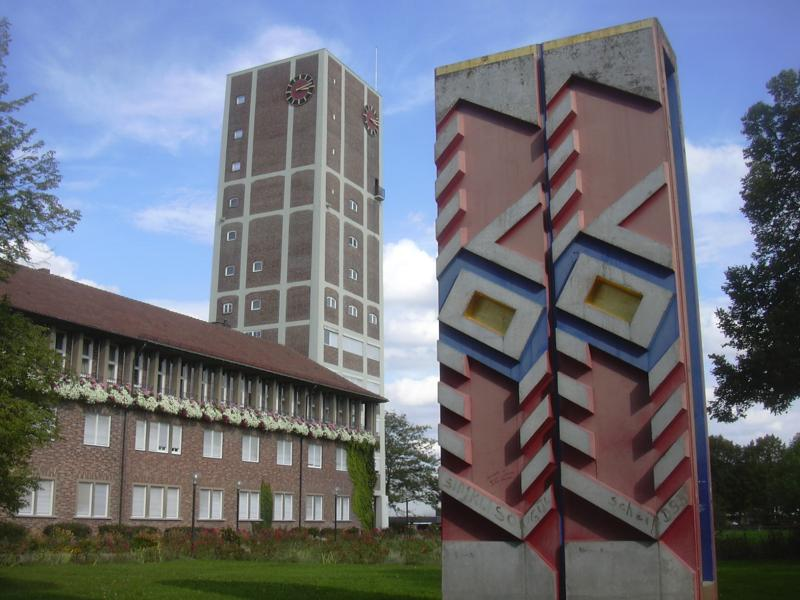
Turm und Verwaltungsgebäude

Von 1890 bis 1933 war die Bevölkerung Kornwestheims um das Fünffache auf über 10.000 angewachsen. Sowohl die Verwaltung als auch die Versorgungseinrichtungen mussten den geänderten Bedingungen angepasst werden. 1912 beschloss die Gemeinde den Bau eines neuen Rathauses, das an der Ecke Stuttgarter Straße/Eberhardstraße (heute Friedrich-Siller-Straße) begonnen wurde. Nach dem Ausbruch des Ersten Weltkriegs wurde der Bau unterbrochen, später nicht wieder aufgenommen und die Baustelle schließlich eingeebnet. Die Wasserversorgung war seit 1917 durch Zuleitung von Donauwasser aus der Landeswasserversorgung gesichert, die Kapazität des 1896 gebauten Wasserspeichers im Salonwald (bei Ludwigsburg) reichte jedoch zusehends nicht mehr aus.
Nachdem die Stadt bereits 1929/30 einen Wettbewerb für den neuen Bau eines neuen Rathauses ausgeschrieben hatte, dessen Ergebnisse man aber verworfen hatte, ging man das Vorhaben 1933 unter Bürgermeister Alfred Kercher wieder an. Die Stadt entschied sich, beide Projekte miteinander zu verbinden und den Rathausturm als Wasserturm zu bauen. Mit der Planung wurde der Architekt Paul Bonatz (u. a. Baumeister des Stuttgarter Hauptbahnhofs) beauftragt. Als Standort wurde eine erhöhte Stelle an der Stuttgarter Straße, damals am südlichen Rand der Ortsbebauung, gewählt. Dadurch war der notwendige Wasserdruck garantiert und ein Zeichen zur nachfolgenden Ausdehnung der Stadt nach Süden gesetzt.
Der Bau wurde durch Kredite der Reichsverwaltung abgesichert, noch im Oktober 1933 begonnen und im November 1935 eingeweiht. Er bestand neben dem Wasserturm noch aus einem daneben liegenden Verwaltungsgebäude. Die Höhe des Turms beträgt 48 Meter, die Fundamente reichen 8 Meter tief, und der in den Turm integrierte Hochbehälter fasst 800 m³ Wasser.
Nur 20 Jahre später hatte sich die Bevölkerungszahl der Stadt erneut verdoppelt, und neben den Industriebetrieben sorgten die in Kornwestheim stationierten amerikanischen Truppen für einen hohen Wasserverbrauch. Daher wurden 1954/55 auf dem Platz vor dem Rathaus zwei Erdbehälter mit je 2.200 m³ in den Boden eingelassen. Von diesen aus wird das Wasser in den Rathausturm gepumpt. Seit 1958 bezieht Kornwestheim sein Wasser auch von der Bodensee-Wasserversorgung. In den 1990er Jahren wurde der Verwaltungstrakt erweitert und architektonisch in den vorhandenen Gebäudekomplex integriert.

## Rathaustür

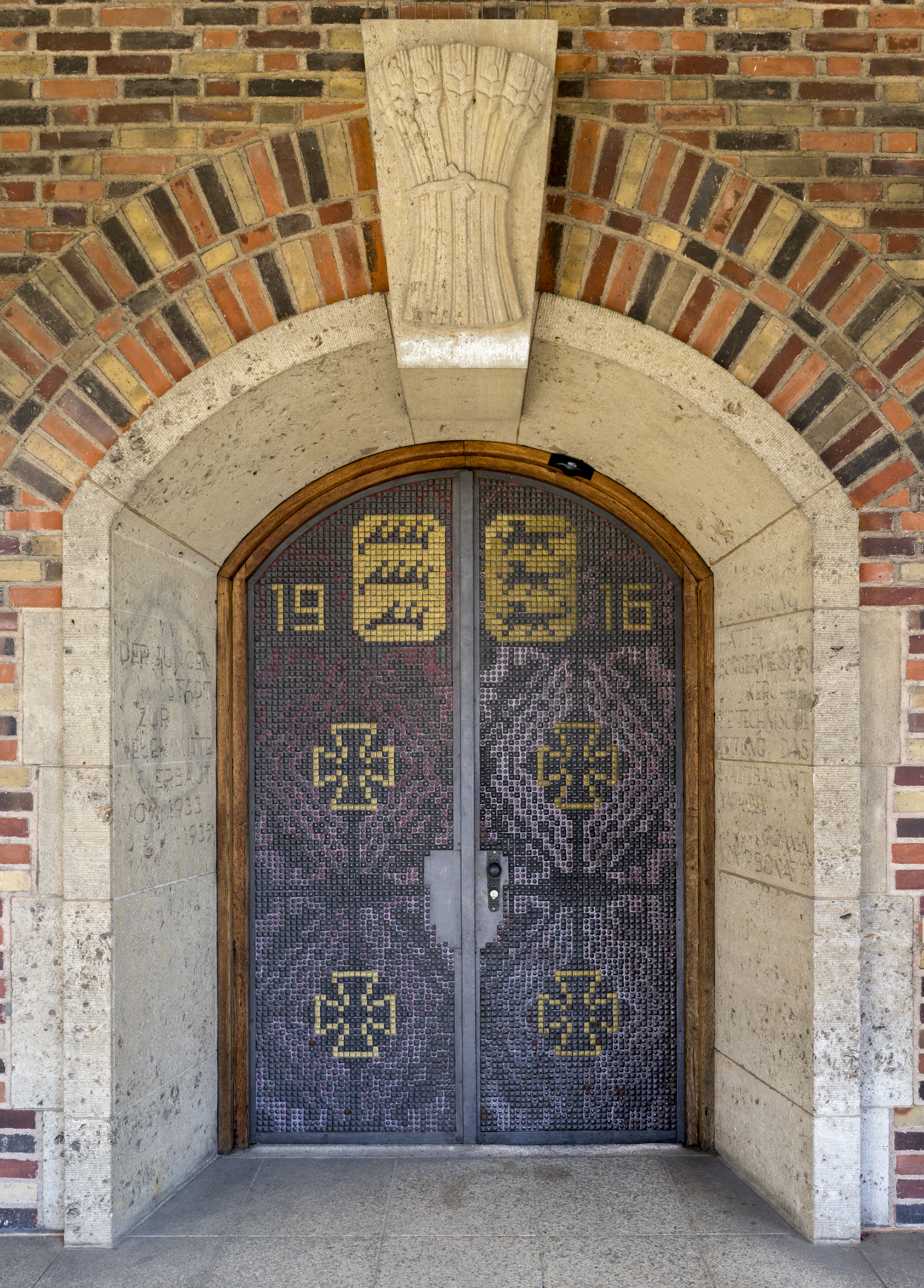
Rathaustür

Bemerkenswert ist die Tür an der Südseite des Rathausturms, die älter ist als der Turm selbst. Sie wurde bereits für den Vorgängerbau erstellt, der 1914 angefangen, aber nicht fertiggestellt wurde. Schultheiß Friedrich Siller schlug dem Gemeinderat im Dezember 1915 vor, die für den Bau vorgesehene Tür als Kriegswahrzeichen zu gestalten. Mit dem Entwurf wurde der Stuttgarter Kunstmaler Pfennig beauftragt. In der aus Eichen- und Lindenholz gefertigten Tür war Platz für 8000 Nägel vorgesehen, die von Bürgern gegen Entrichtung einer Spende in die Tür geschlagen werden konnten. Solche Nagelfiguren waren im Ersten Weltkrieg eine weitverbreitete Methode, Spenden für karitative oder patriotische Zwecke zu erheben.
Mit schwarzen und goldfarbenen Nägeln sind auf der Tür vier eiserne Kreuze, die Jahreszahl 1916 sowie die Elemente des königlich-württembergischen Wappens (Stauferlöwen und Hirschstangen) dargestellt; die schwarzen Nägel zusammen mit der roten Hintergrundfarbe ergeben die württembergischen Landesfarben. Die Kosten für Tür und Nägel betrugen zusammen 1235 Mark.
Die Benagelung der Tür fand am 5. März 1916 auf dem Wetteplatz statt. Die Nägel konnten, je nach Größe, zu Kosten von 20 Pfennig bis 3 Mark erworben werden. Insgesamt kamen so 4448 Mark u. a. für das Deutsche Rote Kreuz zusammen. Die Spender trugen sich in ein Gedenkbuch ein, das heute im Stadtarchiv aufbewahrt wird. Die Köpfe mancher Nägel sind mit Buchstaben versehen, den Initialen der Spender oder von im Feld befindlichen Soldaten.
Nach dem Krieg wurde der 1914 unterbrochene Rathausbau nicht mehr fortgesetzt. Die Tür wurde aufbewahrt und 1935 in den dann erfolgten Rathausneubau eingesetzt.

## Traditionelles

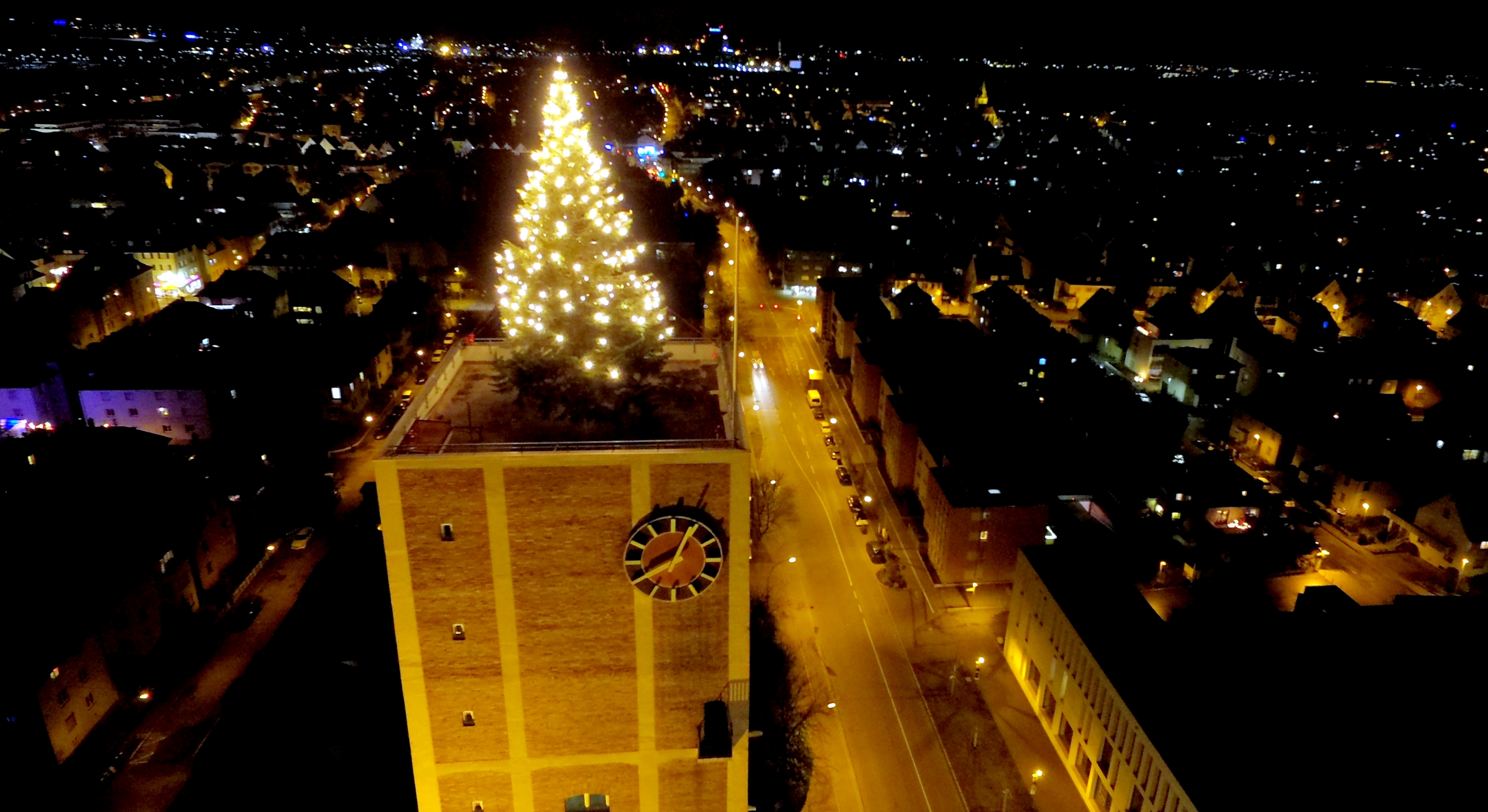
Der weithin sichtbare Weihnachtsbaum auf dem Rathausturm

Jedes Jahr wird um die Weihnachtszeit auf der Aussichtsplattform des Turmes ein Weihnachtsbaum aufgestellt. Die Lichter leuchten vom 1. Advent bis einschließlich am Dreikönigstag.